# Ross Dependency

Ross Dependencys flagga.

Översiktskarta över Ross området.

Ross Dependency (engelska: Ross Dependency) är ett landområde i Antarktis som Nya Zeeland ensidigt har gjort anspråk på. Enligt Antarktisfördraget, som trädde i kraft 1961 och som för närvarande utlöper 2041, är alla territoriella krav inom området vilande.

## Geografi
Området ligger i Västantarktis och sträcker sig mellan 150° V till 160° Ö. 
Inom området ligger:
- Edward VII land
- Ross shelfis
- Victoria Land

samt öområden bland Nya Zeelands subantarktiska öar
- Balleny Islands (yta: 400 km²)
- Roosevelt Island (yta: 7.500 km²)
- Ross Island (yta: 2.460 km²)
- Scottön island (yta: 0.4 km²)

Ross Dependency omfattar förutom området på fastlandet även en rad öar och hela området omfattar cirka 460 360 km² (cirka Sveriges yta).
USA:s forskningsstation McMurdo Station, den största permanenta forskningsstationen på Antarktis, ligger inom området.
Området utgör ett nyzeeländskt "External territory"  och förvaltas direkt av en kommissionär på Ministry of Foreign Affairs and Trade med kontor i Wellington.

## Historia
Nya Zeeland har gjort anspråk på området sedan den 30 juli 1923.
1955 öppnades forskningsstationen McMurdo Station, den största permanenta forskningsstationen på Antarktis.
Den 20 januari 1957 öppnades forskningsstationen Scott Base, Nya Zeelands första permanenta forskningsstation på Antarktis. Basen övergick till Nya Zeeland den 5 mars 1958. Sedan 1962 är basen permanent bemannad.